# Jonathan Holm
Jonathan Holm, född 8 januari 1994, är en svensk friidrottare (häcklöpning) tävlande för Hammarby IF. Han vann SM-guld på 60 meter häck inomhus år 2018.

## Personliga rekord
| Utomhus - 100 meter – 10,94 (Skara, Sverige 6 juni 2019) - 200 meter – 22,88 (Sollentuna, Sverige 8 juni 2014) - 110 meter häck – 13,75 (Sundsvall, Sverige 28 juli 2019) - Höjdhopp – 1,95 (Uppsala, Sverige 1 juli 2012) - Längdhopp – 6,25 (Hudiksvall, Sverige 21 juni 2011) | Inomhus - 60 meter – 7,07 (Örebro, Sverige 12 januari 2014) - 60 meter häck – 7,84 (Gävle, Sverige 18 februari 2018) - Höjdhopp – 2,00 (Eskilstuna, Sverige 4 februari 2012) - Längdhopp – 6,15 (Bollnäs, Sverige 7 januari 2012) |

### Fotnoter
1. ↑  ”Karensövergångar 2020”. friidrott.se. 12 februari 2020. Arkiverad från originalet den 19 februari 2020. https://web.archive.org/web/20200219202114/https://www.friidrott.se/forbundsinfo/overgangar/Karens-20.aspx. Läst 29 februari 2020.
2. ↑  ”Stora SM 2016”. Arkiverad från originalet den 23 augusti 2017. https://web.archive.org/web/20170823210252/http://212.247.216.72/friidrott/sm16/Resultat.php. Läst 1 november 2016.
3. ↑  ”ISM 2018 2018-02-27”. primawebb.se. Arkiverad från originalet den 28 februari 2018. https://web.archive.org/web/20180228042650/http://primawebb.se/giffri/ism2018/Results_Total.html. Läst 27 februari 2018.
4. ↑  ”ISM 2020 Växjö 22-23 februari”. telekonsultarena.se. https://telekonsultarena.se/resultat/ISM20/Resultat.php. Läst 29 februari 2020.
5. 1 2 3 4 5 6 7 8 9  ”Personsida på World Athletic's webbplats” (på engelska). worldathletics.org. https://www.worldathletics.org/athletes/sweden/jonathan-holm-14481376. Läst 8 september 2020.
6. 1 2 3 4 5 6 7 8  ”Personsida på European Athletics' webbplats” (på engelska). european-athletics.org. https://www.european-athletics.org/athletes/group=h/athlete=308098-holm-jonathan/index.html. Läst 8 september 2020.